# Canthonella sikesi
Canthonella sikesi är en skalbaggsart som beskrevs av Ivie och T. Keith Philips 2008. Canthonella sikesi ingår i släktet Canthonella och familjen bladhorningar. Inga underarter finns listade.